# HC Bruck
L'Handball Club Bruck è una squadra di pallamano maschile austriaca con sede a Bruck an der Mur.

## Palmarès

### Trofei nazionali
- Campionato austriaco: 2
  - 1996-97, 1997-98.
- Coppa d'Austria: 1
  - 1992-93.